# Slave to the Music
Slave to the Music è il secondo album del gruppo musicale eurodance olandese Twenty 4 Seven, pubblicato nel 1993 dall'etichetta discografica ZYX.
L'album è stato promosso dai singoli Slave to the Music, Take Me Away, Is It Love e Leave Them Alone.

## Tracce
CD (ZYX 20271-2 [de] / EAN 0090204105304)
1. Slave to the Music - 4:03 (Ruud van Rijen, Stay-C)
2. Is It Love - 3:55 (Ruud van Rijen, Stay-C)
3. Take Me Away - 3:36 (Ruud van Rijen, Stay-C)
4. Keep on Tryin' - 3:59 (Ruud van Rijen, Stay-C)
5. Music Is My Life - 4:08 (Ruud van Rijen, Stay-C)
6. Leave Them Alone - 4:01 (Ruud van Rijen, Stay-C)
7. What Time Is It - 4:13 (Ruud van Rijen, Stay-C)
8. Take Your Chance - 3:35 (Ruud van Rijen, Stay-C)
9. Let's Stay - 4:03 (Ruud van Rijen, Stay-C)
10. Slave to the Music (Ferry + Garnefski Club Mix) - 5.02
11. Is It Love (Dancability Club Mix) - 5:09

## Classifiche
| Classifica (1993) | Posizione raggiunta |
| ----------------- | ------------------- |
| Germania          | 15                  |
| Svezia            | 17                  |
| Paesi Bassi       | 22                  |
| Austria           | 30                  |